# Antivari-Bahn
| Bar–Virpazar                               | Bar–Virpazar        |
| ------------------------------------------ | ------------------- |
| Mallet-Lokomotive Sutorman, Denkmal in Bar |                     |
| Streckenverlauf, 1943                      |                     |
| Spurweite:                                 | 750 mm (Schmalspur) |
| Maximale Neigung:                          | 40 ‰                |
|                                            |                     |

Die Antivari-Bahn war eine Schmalspurbahn von Bar (ital. Antivari) am Adriatischen Meer nach Virpazar am Skutarisee. Die Bahnstrecke mit einer Spurweite von 750 Millimetern war die erste Eisenbahn in  Montenegro.

## Geschichte
Langjährige Diskussionen über eine Bahnverbindung von der Donau in Serbien an die Adria ließen zu Anfang des 20. Jahrhunderts im Königreich Montenegro das Interesse an einer Linienführung durch montenegrinisches Territorium aufkommen. Während Serbien zu diesem Zeitpunkt eine Strecke durch (die damals noch osmanischen Gebiete) Kosovo und Albanien bevorzugt hätte, gelang es Fürst Nikola von Montenegro 1905 italienische Interessen am Bahnbau in Montenegro zu wecken, die darin einen potentiellen Zugang zum Balkan erkannten. 
Am 2. November 1908 wurde die von der italienischen „Compagnia di Antivari“ errichtete Bahnstrecke dem Verkehr übergeben. Die Strecke wurde als Schmalspurbahn mit einer Spurweite von 750 Millimetern ausgeführt. Sie hatte das Hindernis des bis zu 1600 m hohen Rumija-Gebirges zwischen der Adria und dem Skutarisee zu überwinden. Dazu wurde die Bahn mit einer Maximalsteigung von 40 Promille angelegt. Die zahlreichen Kehren, einschließlich einer Kreiskehrschleife, hinauf zum Sutorman-Pass, der auf 640 Metern über dem Meer in einem Scheiteltunnel unterfahren wurde, sowie die Linienführung hinunter nach Virpazar wiesen Mindestradien von 30 Metern auf. Aufgrund dieser Merkmale war die Bahn nur wenig leistungsfähig und bereits kurz nach der Eröffnung wurden erste Zweifel laut, dass sie jemals Bestandteil einer Magistrale werden könnte. Güterzüge vermochten lediglich eine durchschnittliche Last von 27 Tonnen zu befördern. Die Lokomotiven stammten durchwegs aus deutscher Produktion und wiesen wegen der engen Radien besondere Fahrwerkskonstruktionen auf, so kamen Mallet-Lokomotiven ebenso zum Einsatz, wie Konstruktionen mit Klien-Lindner-Hohlachsen. Im Personenverkehr wurden auch Dampftriebwagen eingesetzt.
Die Compagnia di Antivari betrieb auch eine Schifffahrtslinie auf dem See und war um eine Fortsetzung der Bahn an dessen nördlichem Ufer bis nach Podgorica bemüht. Eine Überquerung der Ausläufer des Sees auf einem Damm, wie sie von der späteren Normalspurstrecke bewerkstelligt wird, war jedoch nicht vorgesehen. Zur Realisierung gelangte dieses Projekt vor Ausbruch des Ersten Weltkrieges nicht mehr. Im Krieg wurde die Schmalspurbahn zwischen 1916 und 1918 als Nachschublinie der Österreicher genutzt, in diese Zeit fiel auch der Bau der Bahn von Donja Plavnica nach Podgorica mit einer Spurweite von 600 mm. Der zivile Verkehr wurde auf jener Strecke jedoch erst 1927 aufgenommen.
1959 wurde bereits als Bestandteil der projektierten Bahnstrecke Belgrad–Bar eine neue normalspurige Strecke zwischen Bar und Podgorica eröffnet. Die neue Bahn unterquerte nun den Gebirgszug in einem Tunnel und die Ausläufer des Sees auf einem Damm. Da in der äußerst dünn besiedelten Gebirgsregion kein Bedarf mehr bestand, wurde die Schmalspurbahn 1960 eingestellt.

## Relikte
Die Bahntrasse ist nahezu vollständig erhalten geblieben und wird teilweise als Straße oder Fahrweg genutzt. Sie ist in Luftbildern sehr gut nachvollziehbar. Zwei Lokomotiven blieben erhalten und wurden an den Bahnhöfen von Bar und Podgorica gemeinsam mit Waggons als Denkmäler aufgestellt.

## Bilder

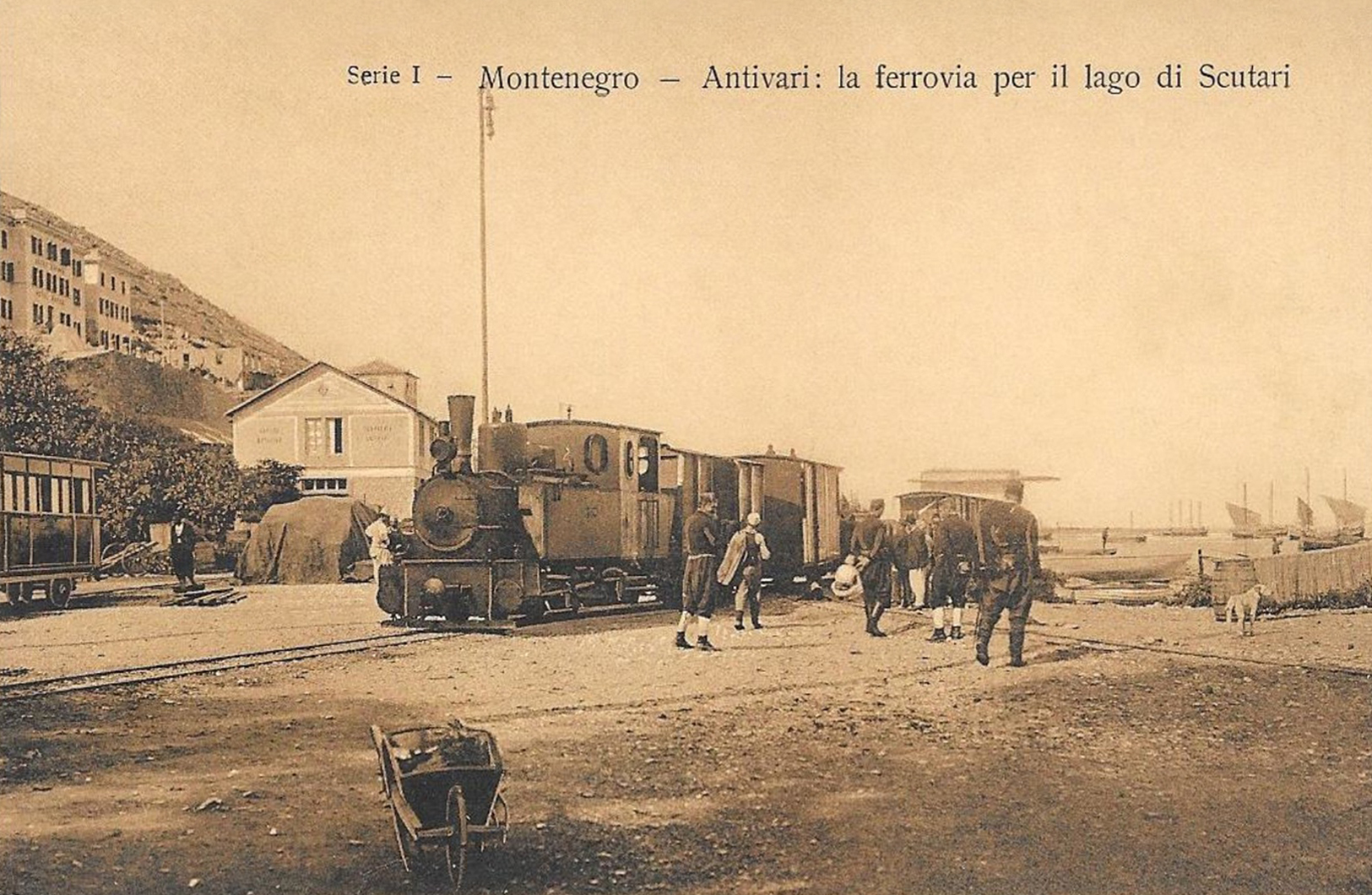
Zug im Bahnhof Bar (um 1910)
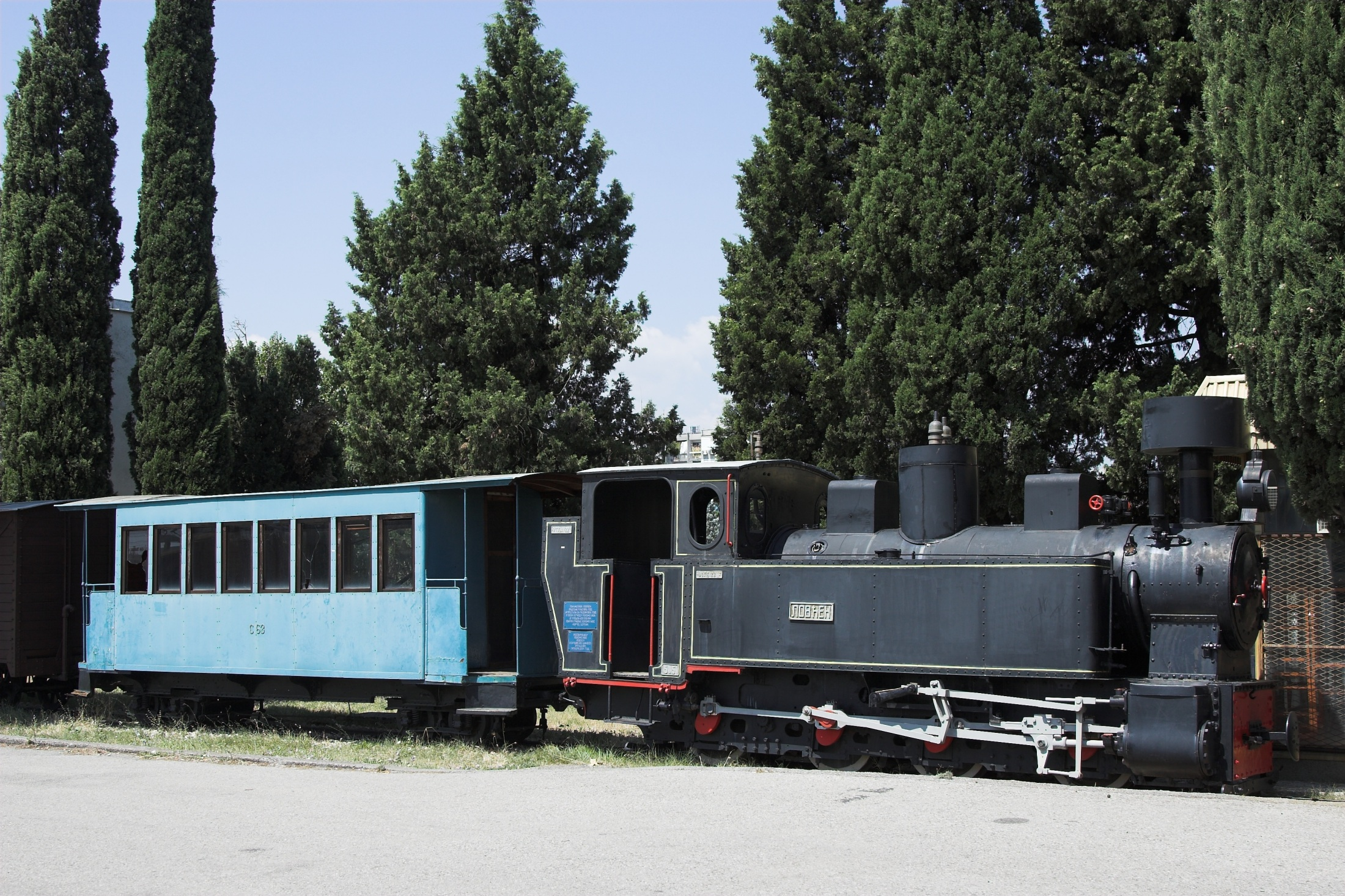
Lokomotive Lovcen, Denkmal in Podgorica (2008)
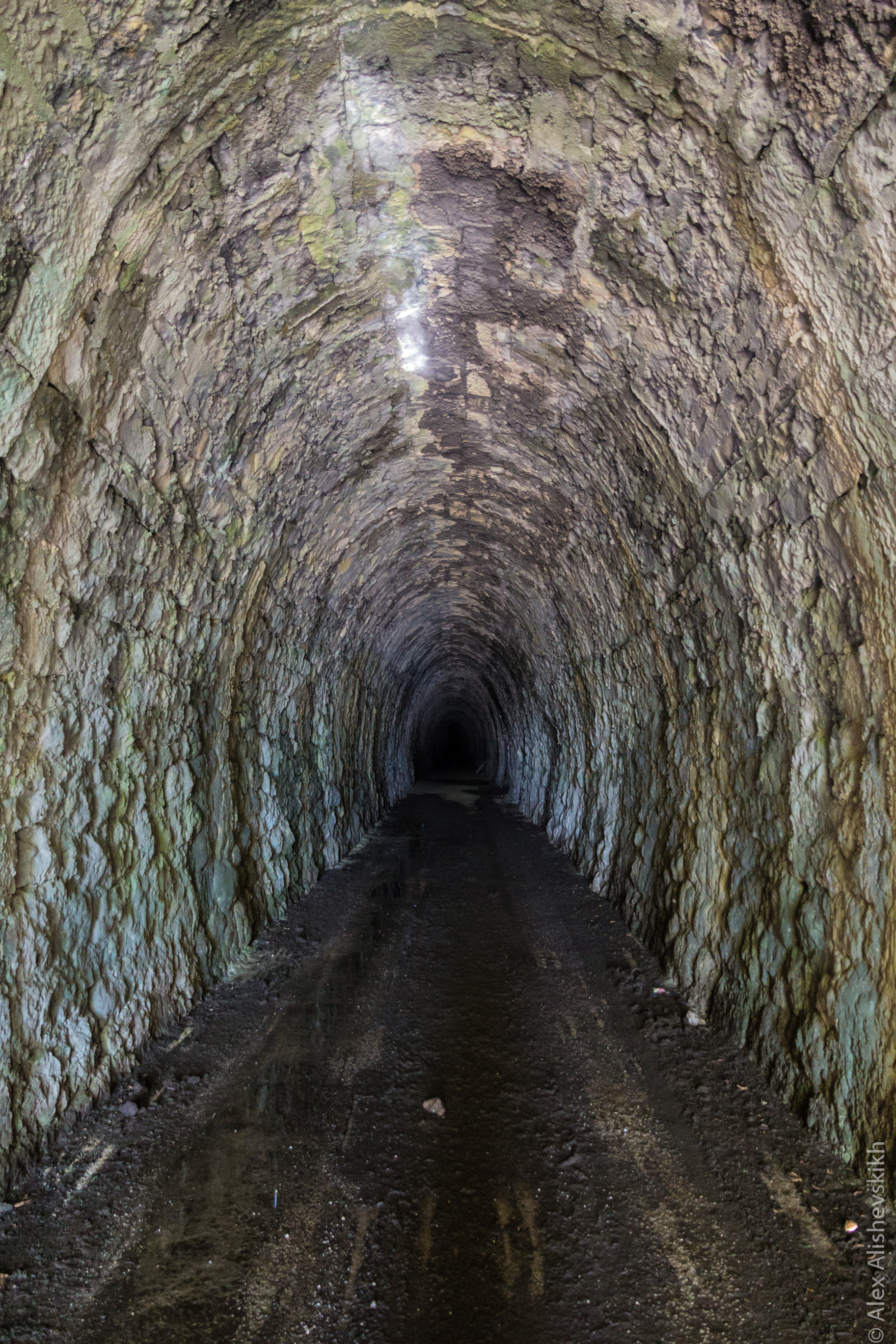
Scheiteltunnel unter dem Sutorman-Pass (2017)